# Coppa del Mondo di cricket femminile 2005
La Coppa del Mondo di cricket femminile 2005 fu l'ottava edizione del torneo mondiale di cricket per donne. Fu disputata dal 22 marzo al 10 aprile 2005 in Sudafrica e vide la partecipazione di 8 squadre.
La vittoria finale andò per la quinta volta alla selezione australiana, che in finale ha battuto la selezione indiana.

## Partecipanti
- Australia
- India
- Inghilterra
- Irlanda
- Nuova Zelanda
- Indie Occidentali
- Sri Lanka
- Sudafrica

## Formula
La formula è la stessa della precedente edizione. Le 8 squadre partecipanti si affrontarono in un grande girone all'italiana con partite di sola andata. Al termine del girone le prime quattro classificate si qualificarono per le semifinali incrociate (la prima con la quarta, la seconda con la terza). Le vincenti accedevano alla finalissima, non era prevista una finale per il III posto.

## Prima fase

### Classifica
| Squadra           | G | V | S | T | NR | Pti |
| ----------------- | - | - | - | - | -- | --- |
| Australia         | 7 | 5 | 0 | 0 | 2  | 35  |
| India             | 7 | 4 | 1 | 0 | 2  | 30  |
| Nuova Zelanda     | 7 | 4 | 1 | 0 | 2  | 29  |
| Inghilterra       | 7 | 3 | 2 | 0 | 2  | 26  |
| Indie Occidentali | 7 | 2 | 3 | 0 | 2  | 19  |
| Sri Lanka         | 7 | 1 | 4 | 0 | 2  | 12  |
| Sudafrica         | 7 | 1 | 4 | 0 | 2  | 11  |
| Irlanda           | 7 | 0 | 5 | 0 | 2  | 6   |

## Fase finale
|  | Semifinali    | Semifinali    | Semifinali |       |           | Finale    | Finale | Finale |  |
|  |               |               |            |       |           |           |        |        |  |
|  | Australia     | Australia     | 159/5      |       |           |           |        |        |  |
|  | Australia     | Australia     | 159/5      |       |           |           |        |        |  |
|  | Inghilterra   | Inghilterra   | 158/ao     |       |           |           |        |        |  |
|  | Inghilterra   | Inghilterra   | 158/ao     |       | Australia | Australia | 215/4  |        |  |
|  |               |               |            |       | Australia | Australia | 215/4  |        |  |
|  |               |               | India      | India | 117/ao    |           |        |        |  |
|  | India         | India         | India      | India | 117/ao    | 204/6     |        |        |  |
|  | India         | India         |            |       |           |           |        |        |  |
|  | Nuova Zelanda | Nuova Zelanda | 164/ao     |       |           |           |        |        |  |

### Semifinali
| Data          | Luogo                                 | In battuta (nel I innings)           | Al lancio (nel I innings)              | Risultato              |
| ------------- | ------------------------------------- | ------------------------------------ | -------------------------------------- | ---------------------- |
| 5 aprile 2005 | Sedgars Park Potchefstroom, Nordovest | Inghilterra 158/all out (49.4 overs) | Australia 159/5 (47 overs)             | AUS vince di 5 wickets |
| 7 aprile 2005 | Sedgars Park Potchefstroom, Nordovest | India 204/6 (50 overs)               | Nuova Zelanda 164/all out (43.4 overs) | IND vince di 40 runs   |

### Finale
| Data           | Luogo                              | In battuta (nel I innings) | Al lancio (nel I innings)    | Risultato            |
| -------------- | ---------------------------------- | -------------------------- | ---------------------------- | -------------------- |
| 10 aprile 2005 | SuperSport Park Centurion, Gauteng | Australia 215/4 (50 overs) | India 117/all out (46 overs) | AUS vince di 98 runs |